# Dieburg
Dieburg település Németországban, Hessen tartományban. Lakosainak száma 15 723 fő (2023. december 31.). Dieburg Münster, Groß-Umstadt, Groß-Zimmern és Messel községekkel határos.

## Népesség
A település népességének változása:
| Lakosok száma | 15 168 | 15 549 | 15 679 | 15 500 | 15 699 | 15 723 |
|               | 2012   | 2017   | 2019   | 2021   | 2022   | 2023   |